# Josef Mikonya
Josef Mikonya (* 23. März 1928 in Tarján bei Tatabánya, Königreich Ungarn; † 3. September 2006 ebenda) war ein ungarndeutscher Schriftsteller.
Nach der Grundschule arbeitete Josef Mikonya 22 Jahre als Bergmann und 13 Jahre lang als Hüttenarbeiter in Tatabánya. Daneben veröffentlichte er in der „Neuen Zeitung“ Budapest, in der Regionalzeitung „Unsere Post“ sowie in Anthologien Kurzgeschichten und Gedichte.

## Werke
- Krähen auf dem Essigbaum. Verlag Vudak, Budapest 1994, ISBN 963-04-3238-2